# Podtjerje
Podtjerje (russisk: Подчерье) er en flod i Republikken Komi i Rusland. Den er en højre biflod til Petjora. Floden er 178 km lang og har et afvandingsområde på 2.710 km². Den har udspring på vestsiden af Nordlige Ural og munder ud i Petjora ved landsbyen Podtjerje, omkring 15 kilometer nordøst for Vuktyl. Floden er frosset til fra november til maj.